# Michalowskiya sikkimensis
Michalowskiya sikkimensis är en insektsart som beskrevs av Irena Dworakowska 1993. Michalowskiya sikkimensis ingår i släktet Michalowskiya och familjen dvärgstritar. Inga underarter finns listade i Catalogue of Life.